# بخش آنابار
بخش آنابار (به لاتین: Anabar District) یک بخش در نائورو است. بخش آنابار ۱٫۵ کیلومتر مربع مساحت و ۴۵۲ نفر جمعیت دارد و ۲۵ متر بالاتر از سطح دریا واقع شده‌است.